# سنين (ألبوم)
ألبوم سنين هو الألبوم الثالث للفنان حميد الشاعري، صدر عام 1985.

## قائمة الأغاني
| م | إسم الأغنيه     | كلمات         | الحان         |
| - | --------------- | ------------- | ------------- |
| 1 | يا بلادى        | مراد موسى     | حميد الشاعرى  |
| 2 | مشينا           | ناصر المزداوى | ناصر المزداوى |
| 3 | شنطة سفر        | ناصر المزداوى | ناصر المزداوى |
| 4 | سافر (مع حنان)  | ناصر المزداوى | ناصر المزداوى |
| 5 | عنى ولا عن حالى | ناصر المزداوى | ناصر المزداوى |
| 6 | عيون حوريات     | ناصر المزداوى | ناصر المزداوى |
| 7 | مرات            | ناصر المزداوى | ناصر المزداوى |
| 8 | رساله           | ناصر المزداوى | ناصر المزداوى |
| 9 | سنين            | حسن الصيد     | حميد الشاعرى  |